# 新华街道 (巴彦淖尔市)
新华街道，是中华人民共和国内蒙古自治区巴彦淖尔市临河区下辖的一个乡镇级行政单位。

## 行政区划
新华街道下辖以下地区：
利民社区、赛亨社区、绿岛社区、科文社区、爱丽舍社区、华海社区和尚林社区。